# What Goes Around... Comes Around
What Goes Around... Comes Around is een single van de Amerikaanse popzanger Justin Timberlake. Het is de derde single en een van de succesvolste singles van het album FutureSex/LoveSounds. De single kwam uit in januari 2007. Het nummer werd live gebracht op de Grammy Awards van 2007. Het nummer won daar de prijs van "Best Male Pop Vocal Performance" en was genomineerd voor "Record of the Year". Het nummer werd een wereldwijd succes en behaalde in verschilde landen goud en platina. In Nederland stond het nummer 16 weken in de hitlijsten. In België 19 weken.

## Achtergrond
Het nummer werd geschreven voor zijn album FutureSex/LoveSounds, een album uit 2006. Toen het nummer verscheen gingen meteen geruchten dat de single over Timberlake's ex-vriendin Britney Spears zou gaan, waarmee hij mee brak in 2002. Echter zegt Justin Timberlake zelf dat het gaat over een relatie van zijn vriend Trace Ayala en actrice Elisha Cuthbert. De single gezien als de rechtstreekse opvolger van Cry Me a River door de gelijkende structuur en inhoud.

### Videoclip
De bijhorende video voor deze single kwam uit op 9 februari 2007, enkele dagen later verscheen de clip al in  MTV's Total Request Live. De volledige versie van de video duurt 9:22 minuten, de korte versie 5:41. De scènes werden geregisseerd door Nick Cassavetes en  actrice Scarlett Johansson speelde zijn vriendin.  In de clip zien we Justin vertellen over zijn relatie en het vreemdgaan van zijn vriendin. Na een heftige scheldpartij tussen Justin, zijn geliefde en de minnaar krijgt Timberlake's verloofde een auto-ongeluk waarin ze overlijdt.

### Lijst van nummers
Britse cd-single
1. "What Goes Around... Comes Around" (Radio Edit) – 5:13
2. "Boutique in Heaven" – 4:08
3. "What Goes Around... Comes Around" (Wookie Mix Radio Edit) – 3:55
4. "What Goes Around... Comes Around" (Sebastien Leger Mix Radio Edit) – 4:14
5. "What Goes Around... Comes Around" (Junkie XL Small Room Mix) – 4:55

Australische cd-single
1. "What Goes Around... Comes Around" (Radio Edit) – 5:13
2. "Boutique in Heaven" – 4:08
3. "What Goes Around... Comes Around" (Mysto & Pizzi Main Mix) – 7:43
4. "What Goes Around... Comes Around" (Junkie XL Small Room Mix) – 4:55

## Hitlijsten
| What Goes Around... in de Nederlandse Top 40 - binnen: 17 maart 2007 | What Goes Around... in de Nederlandse Top 40 - binnen: 17 maart 2007 | What Goes Around... in de Nederlandse Top 40 - binnen: 17 maart 2007 | What Goes Around... in de Nederlandse Top 40 - binnen: 17 maart 2007 | What Goes Around... in de Nederlandse Top 40 - binnen: 17 maart 2007 | What Goes Around... in de Nederlandse Top 40 - binnen: 17 maart 2007 | What Goes Around... in de Nederlandse Top 40 - binnen: 17 maart 2007 | What Goes Around... in de Nederlandse Top 40 - binnen: 17 maart 2007 | What Goes Around... in de Nederlandse Top 40 - binnen: 17 maart 2007 | What Goes Around... in de Nederlandse Top 40 - binnen: 17 maart 2007 | What Goes Around... in de Nederlandse Top 40 - binnen: 17 maart 2007 | What Goes Around... in de Nederlandse Top 40 - binnen: 17 maart 2007 | What Goes Around... in de Nederlandse Top 40 - binnen: 17 maart 2007 | What Goes Around... in de Nederlandse Top 40 - binnen: 17 maart 2007 | What Goes Around... in de Nederlandse Top 40 - binnen: 17 maart 2007 | What Goes Around... in de Nederlandse Top 40 - binnen: 17 maart 2007 | What Goes Around... in de Nederlandse Top 40 - binnen: 17 maart 2007 |
| Week                                                                 | 1                                                                    | 2                                                                    | 3                                                                    | 4                                                                    | 5                                                                    | 6                                                                    | 7                                                                    | 8                                                                    | 9                                                                    | 10                                                                   | 11                                                                   | 12                                                                   | 13                                                                   | 14                                                                   | 15                                                                   | 16                                                                   |
| -------------------------------------------------------------------- | -------------------------------------------------------------------- | -------------------------------------------------------------------- | -------------------------------------------------------------------- | -------------------------------------------------------------------- | -------------------------------------------------------------------- | -------------------------------------------------------------------- | -------------------------------------------------------------------- | -------------------------------------------------------------------- | -------------------------------------------------------------------- | -------------------------------------------------------------------- | -------------------------------------------------------------------- | -------------------------------------------------------------------- | -------------------------------------------------------------------- | -------------------------------------------------------------------- | -------------------------------------------------------------------- | -------------------------------------------------------------------- |
| Nummer                                                               | 37                                                                   | 33                                                                   | 25                                                                   | 16                                                                   | 6                                                                    | 6                                                                    | 7                                                                    | 7                                                                    | 16                                                                   | 19                                                                   | 22                                                                   | 25                                                                   | 27                                                                   | 30                                                                   | 33                                                                   | uit                                                                  |

| What Goes Around... in de Nederlandse Top 40 - binnen: 17 maart 2007 | What Goes Around... in de Nederlandse Top 40 - binnen: 17 maart 2007 | What Goes Around... in de Nederlandse Top 40 - binnen: 17 maart 2007 | What Goes Around... in de Nederlandse Top 40 - binnen: 17 maart 2007 | What Goes Around... in de Nederlandse Top 40 - binnen: 17 maart 2007 | What Goes Around... in de Nederlandse Top 40 - binnen: 17 maart 2007 | What Goes Around... in de Nederlandse Top 40 - binnen: 17 maart 2007 | What Goes Around... in de Nederlandse Top 40 - binnen: 17 maart 2007 | What Goes Around... in de Nederlandse Top 40 - binnen: 17 maart 2007 | What Goes Around... in de Nederlandse Top 40 - binnen: 17 maart 2007 | What Goes Around... in de Nederlandse Top 40 - binnen: 17 maart 2007 | What Goes Around... in de Nederlandse Top 40 - binnen: 17 maart 2007 | What Goes Around... in de Nederlandse Top 40 - binnen: 17 maart 2007 | What Goes Around... in de Nederlandse Top 40 - binnen: 17 maart 2007 | What Goes Around... in de Nederlandse Top 40 - binnen: 17 maart 2007 | What Goes Around... in de Nederlandse Top 40 - binnen: 17 maart 2007 | What Goes Around... in de Nederlandse Top 40 - binnen: 17 maart 2007 | What Goes Around... in de Nederlandse Top 40 - binnen: 17 maart 2007 | What Goes Around... in de Nederlandse Top 40 - binnen: 17 maart 2007 | What Goes Around... in de Nederlandse Top 40 - binnen: 17 maart 2007 |
| Week                                                                 | 1                                                                    | 2                                                                    | 3                                                                    | 4                                                                    | 5                                                                    | 6                                                                    | 7                                                                    | 8                                                                    | 9                                                                    | 10                                                                   | 11                                                                   | 12                                                                   | 13                                                                   | 14                                                                   | 15                                                                   | 17                                                                   | 18                                                                   | 19                                                                   |                                                                      |
| -------------------------------------------------------------------- | -------------------------------------------------------------------- | -------------------------------------------------------------------- | -------------------------------------------------------------------- | -------------------------------------------------------------------- | -------------------------------------------------------------------- | -------------------------------------------------------------------- | -------------------------------------------------------------------- | -------------------------------------------------------------------- | -------------------------------------------------------------------- | -------------------------------------------------------------------- | -------------------------------------------------------------------- | -------------------------------------------------------------------- | -------------------------------------------------------------------- | -------------------------------------------------------------------- | -------------------------------------------------------------------- | -------------------------------------------------------------------- | -------------------------------------------------------------------- | -------------------------------------------------------------------- | -------------------------------------------------------------------- |
| Nummer                                                               | 40                                                                   | 20                                                                   | 10                                                                   | 9                                                                    | 8                                                                    | 11                                                                   | 11                                                                   | 11                                                                   | 10                                                                   | 13                                                                   | 16                                                                   | 17                                                                   | 22                                                                   | 31                                                                   | 35                                                                   | 34                                                                   | 40                                                                   | 45                                                                   |                                                                      |